# Sörgerberg
Sörgerberg ist eine Ortschaft in der Gemeinde Liebenfels im Bezirk Sankt Veit an der Glan in Kärnten (Österreich). Die Ortschaft hat 49 Einwohner (Stand 1. Jänner 2024). Sie liegt zur Gänze auf dem Gebiet der Katastralgemeinde Sörgerberg.

## Lage, Hofnamen

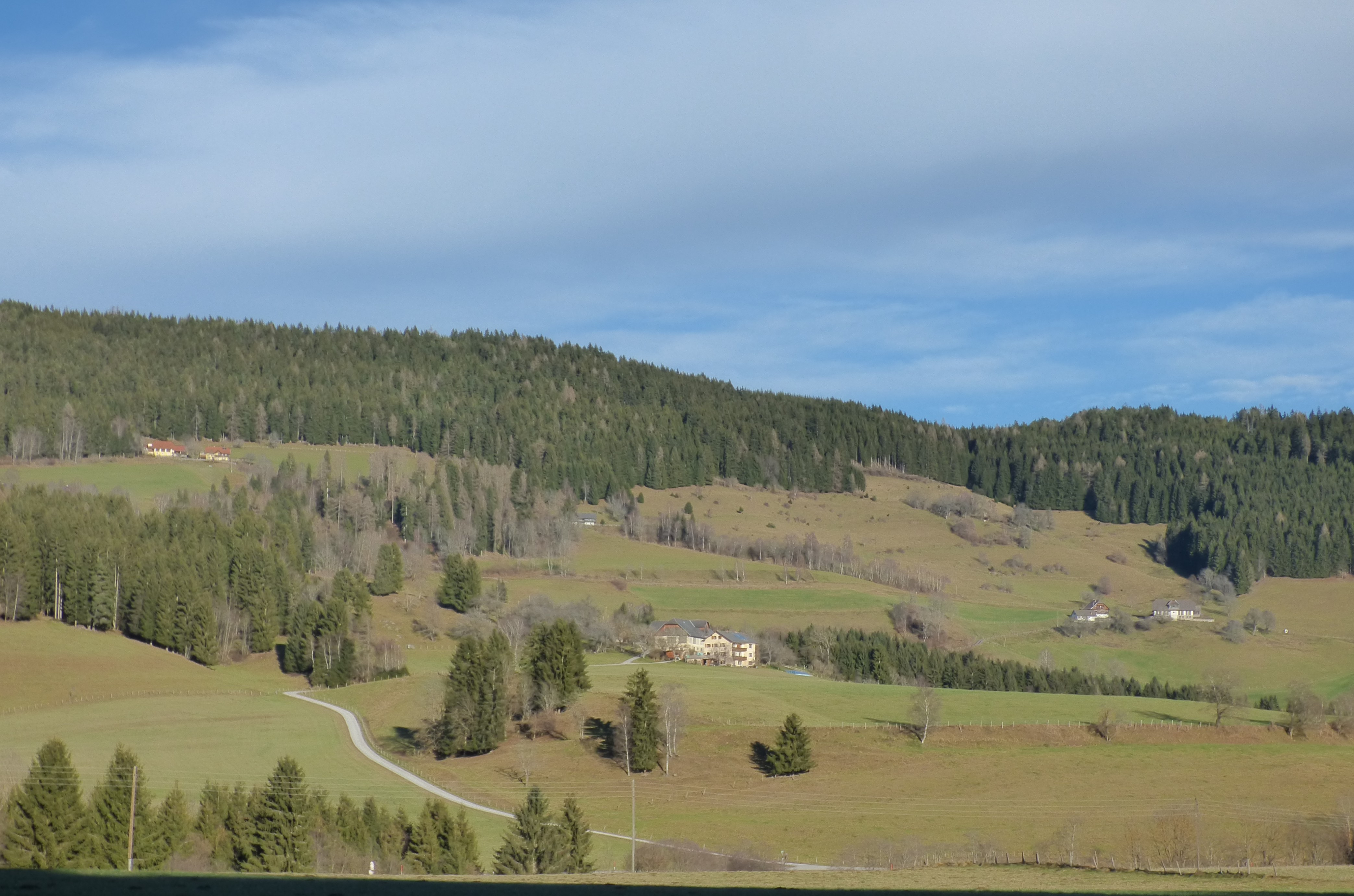
Sörgerberg

Die Ortschaft liegt im Westen des Bezirks Sankt Veit an der Glan, in den Wimitzer Bergen, nordwestlich von Sörg, unterhalb des Schneebauerbergs.
Zur Ortschaft gehören unter anderem die Höfe Gragler (Nr. 1), Kirschnerkeusche (Nr. 2), Glantschnig (Nr. 3), Muhr (Nr. 4), Staunig (Nr. 5), Gallegger (Nr. 6), Pötschger (Nr. 7), Pirker (Nr. 9), Brunnbauer (Nr. 10), Schneebauer (Nr. 12), Tschetsch (Nr. 13), Grafl (Nr. 14), Erlacher (Nr. 15), Sonnleitner (Nr. 16) und Matschnig (Nr. 17).

## Geschichte
1285 wird Vräsendorf urkundlich erwähnt, das offenbar den nordwestlichen Teil der heutigen Ortschaft Sörgerberg umfasste. In der Josefinischen Militärkarte wird im Bereich der heutigen Ortschaft der Name Oberort verwendet; in Pfarrbüchern erscheint die Bezeichnung im Gebürg.
Zur Steuergemeinde Sörgerberg gehörend, war die Ortschaft Sörgerberg in der ersten Hälfte des 19. Jahrhunderts Teil des Steuerbezirks Gradenegg. Bei Bildung der Ortsgemeinden im Zuge der Reformen nach der Revolution 1848/49 kam Sörgerberg zunächst zur Gemeinde Glantschach, 1875 zur Gemeinde Sörg. Seit der Fusion der Gemeinden Sörg und Liebenfels 1973 gehört die Ortschaft Sörgerberg zur Gemeinde Liebenfels.

## Bevölkerungsentwicklung
Für die Ortschaft zählte man folgende Einwohnerzahlen:
- 1869: 18 Häuser, 141 Einwohner[4]
- 1880: 16 Häuser, 109 Einwohner[5]
- 1890: 18 Häuser, 139 Einwohner[6]
- 1900: 15 Häuser, 116 Einwohner[7]
- 1910: 17 Häuser, 99 Einwohner[8]
- 1923: 15 Häuser, 103 Einwohner[9]
- 1934: 87 Einwohner[10]
- 1961: 16 Häuser, 88 Einwohner[11]
- 2001: 24 Gebäude (davon 14 mit Hauptwohnsitz) mit 27 Wohnungen; 58 Einwohner und 0 Nebenwohnsitzfälle; 14 Haushalte; 0 Arbeitsstätten, 14 land- und forstwirtschaftliche Betriebe[12]
- 2011: 25 Gebäude, 49 Einwohner, 15 Haushalte, 1 Arbeitsstätte[13]
- 2021: 26 Gebäude, 50 Einwohner, 16 Haushalte, 9 Arbeitsstätten[14]

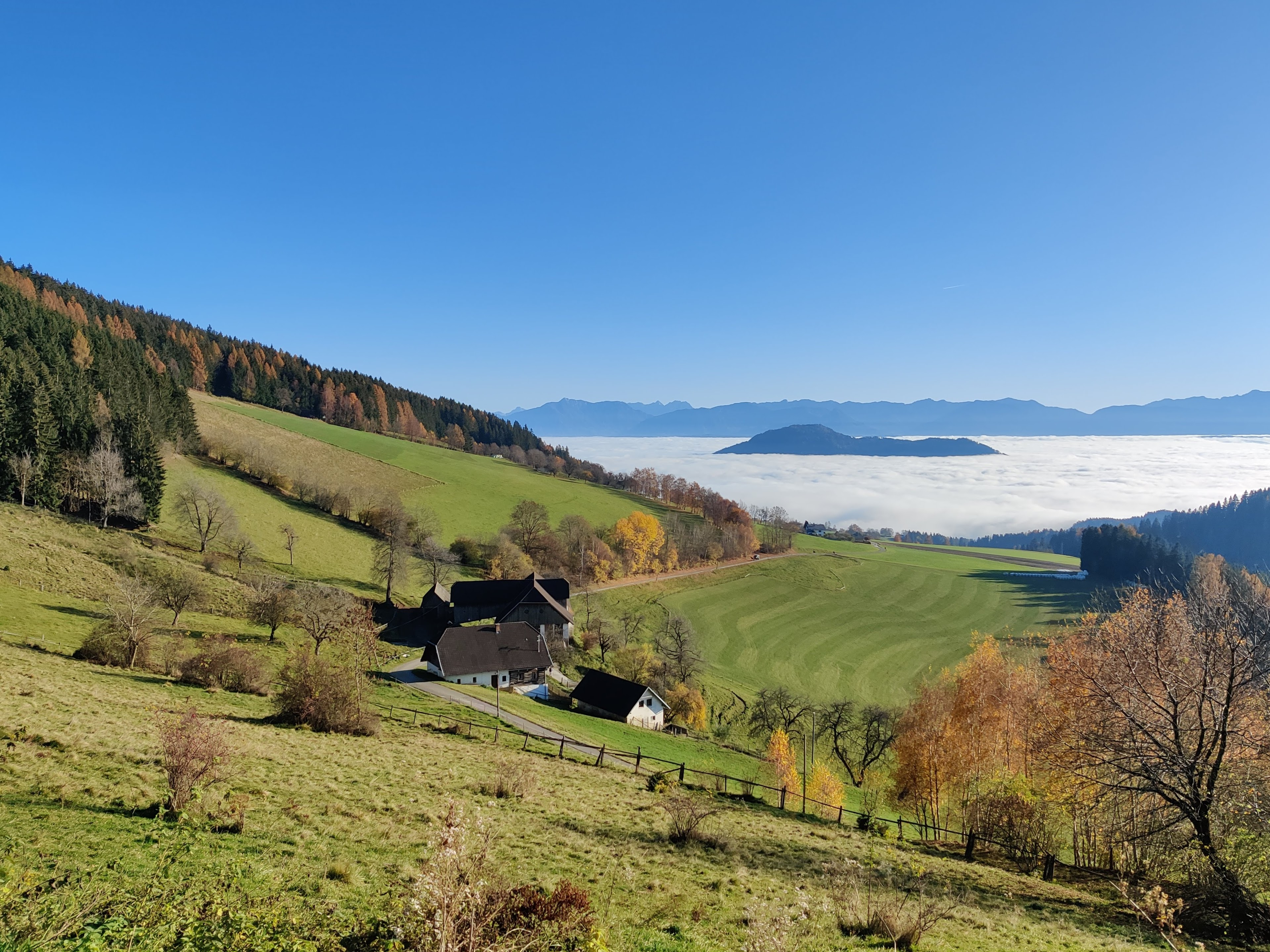
Sörgerberg Nr. 3
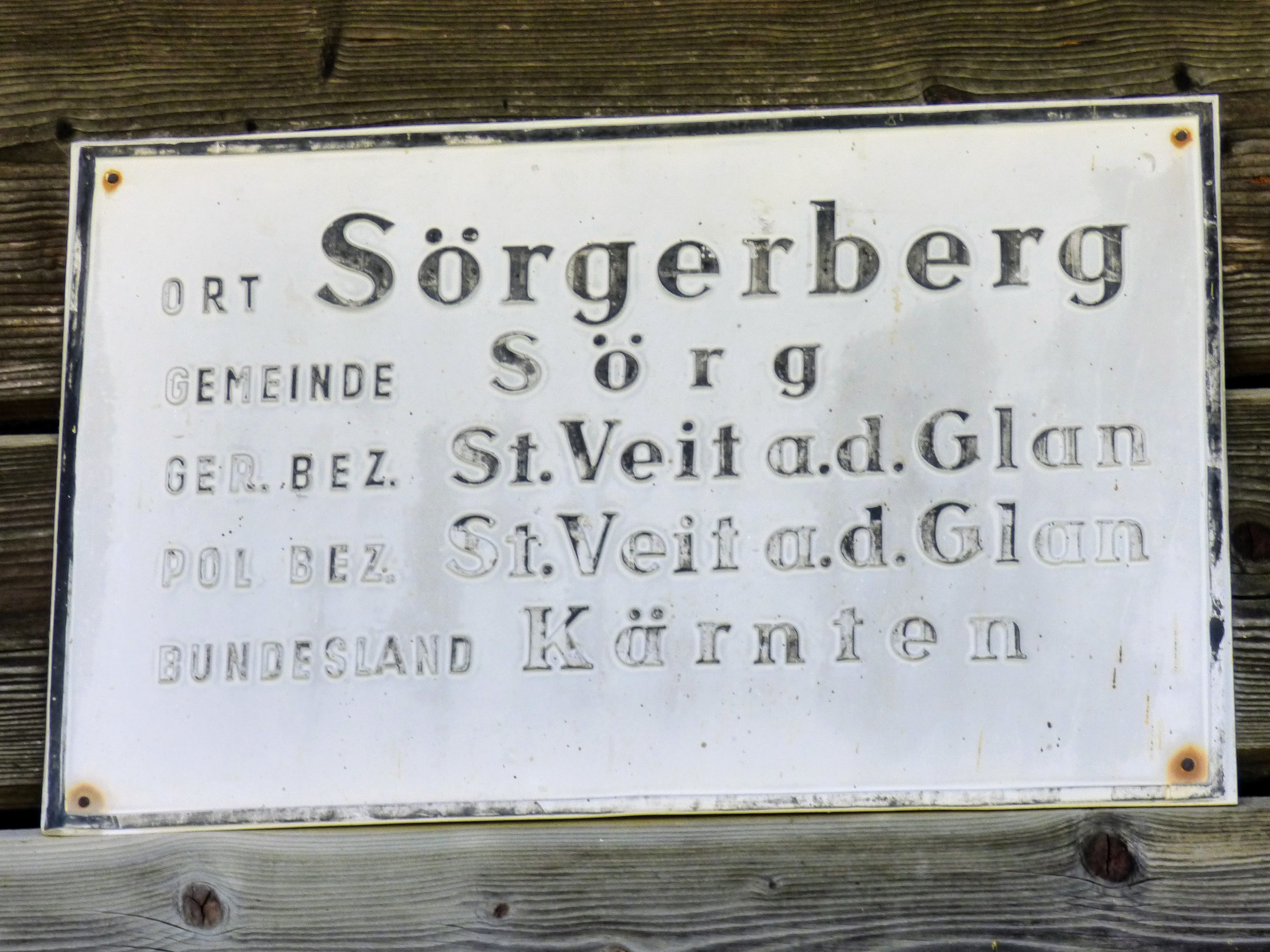
Ortschaftstafel Sörgerberg